# Джару
Джару — давньоєгипетська фортеця, що розташовувалась на Шляху Гора, головній дорозі з Єгипту до Ханаану.

## Історія
У Джару поклонялись Гору Месенському. Через близькі духовні зв'язки з Едфу, Джару іноді називали Едфу Нижнього Єгипту.
Будучи фортецею у негостинній пустельній місцевості, Джару була місцем заслання злочинців.